# Пантелеимон (Бердников)
Епи́скоп Пантеле́имон (в миру Па́вел Ви́кторович Бе́рдников; род. 13 июля 1963, Заречный, Пензенская область) — архиерей Русской православной церкви, епископ Бикинский, викарий Хабаровской епархии. Ректор Хабаровской духовной семинарии
Тезоименитство — 27 июля (9 августа) (память великомученика и целителя Пантелеимона).

## Биография
Крещён в младенчестве в храме Тихвинской иконы Божией Матери в Алексеевском города Москвы.
С 1978 по 1981 год обучался на медбрата в Московском медицинском училище при Центральной клинической больнице имени Н. А. Семашко. В 1981—1987 годы обучался на врача на лечебном факультете Московском медицинском стоматологическом институте. Окончил военную кафедру, получив звание старшего лейтенанта медицинской службы. В 1987—1988 годы обучался в интернатуре по специальности «хирургия» на базе Загорской центральной районной больницы.
В 1988—1990 годы — врач-хирург в Загорской центральной районной больнице.
В 1990 году поступил в Московскую духовную семинарию, которую окончил в 1993 году. В 1993 году поступил в Московскую духовную академию.
В 1994—1995 годы — врач-хирург в медсанчасти МДА. В 1995—1996 годы — нёс послушания в Пантелеимоновом монастыре на Афоне. В 1997—2012 годы — врач в медсанчасти МДА
27 марта 1998 года пострижен в монашество епископом Верейским Евгением (Решетниковым) с наречением имени Пантелеимон в честь великомученика и целителя Пантелеимона. 12 апреля 1998 года им же рукоположен в сан иеродиакона, 4 декабря 1998 года им же рукоположен в сан иеромонаха.
В июне 1999 года окончил МДА со степенью кандидата богословия, защитив кандидатскую диссертацию по кафедре миссиологии на тему: «Православная миссия: история и принципы организации». Эта диссертация стала первой научной работой по данной дисциплине в Русской православной церкви, в последующем на её основе было сформировано учебное пособие.
1 сентября 1999 года утверждён в должности преподавателя Московской духовной семинарии. В октябре 1999 года возглавил созданный тогда же Миссионерский отдел Московской духовной академии. Преподавал в МДА до 2019 года.
18 октября 2007 года в Покровском храме МДА возведён в сан игумена ректором МДАиС архиепископом Верейским Евгением (Решетниковым).
В 2012—2019 годы — настоятель домового храма благоверного князя Александра Невского на территории в/ч № 55443-133 в посёлке Совхоз (приписной храм к МДА).
С 18 апреля по 7 мая 2016 года обучался на курсах повышения квалификации преподавателей по теме «Разработка образовательных программ по направлению „Теология“» в центре дополнительного образования Московской духовной академии; а с 31 октября по 11 ноября того же года обучался на курсах повышения квалификации ППС «Информационные и компьютерные технологии» в том же центре. В 2016 года принят на должность доцента кафедры Церковно-практических дисциплин МДА.
30 августа 2019 года решением Священного Синода РПЦ назначен ректором Хабаровской духовной семинарии. 12 декабря 2019 года назначен духовником Хабаровской епархии.
В 2021 года принят на должность доцента библейско-богословской кафедры Хабаровской духовной семинарии.

### Архиерейство
11 октября 2023 года решением Священного Синода РПЦ избран викарием Хабаровской епархии с титулом «Бикинский».
16 октября 2023 года в храме Всех святых, в земле Русской просиявших, Патриаршей и Синодальной резиденции в Даниловом монастыре города Москвы по управляющий делами Московской Патриархии митрополит Воскресенский Григорий (Петров) возвёл игумена Пантелеимона в сан архимандрита.
22 октября 2023 года в Покровском Хотьковом монастыре был рукоположен во епископа Бикинского, викария Хабаровской епархии. Хиротонию совершили: Патриарх Кирилл, митрополит Воскресенский Григорий (Петров), митрополит Каширский Феогност (Гузиков), митрополит Хабаровский и Приамурский Артемий (Снигур), митрополит Астраханский и Камызякский Никон (Фомин), архиепископ Егорьевский Матфей (Копылов), епископ Ванинский и Переяславский Аристарх (Яцурин), епископ Амурский и Чегдомынский Николай (Ашимов), епископ Сергиево-Посадский и Дмитровский Кирилл (Зинковский).

## Публикации
- Отзыв на канд. дисс. диак. Илии Кокина на тему: «Богородичный центр: история, вероучение, религиозная жизнь». // Богословский вестник. — 2004. — №. 4. — С. 545—550.
- Первое миссионерское путешествие по Камчатке свт. Иннокентия (Вениаминова) // 300 лет православия на Камчатке : миссия Церкви в прошлом и настоящем: Материалы науч. — богосл. конф. / Ред. свящ. К. Польсков. — М.: ПСТБИ, 2005. — С. 85—99.
- Рецензия на учебное пособие по Миссиологии // old.mpda.ru, 13 августа 2009
- Цена «принуждения» // old.mpda.ru, 30 октября 2009
- Характеристика кандидатских диссертаций и дипломных работ выпускников МДАиС. Актуальные темы для будущих исследователей // old.mpda.ru, 18 ноября 2010
- Притча о званных на вечерю // old.mpda.ru, 8 января 2014
- Проповедь в день празднования Собора Радонежских святых // old.mpda.ru, 19 июля 2016
- Опыт Московской Духовной Академии по духовному окормлению заключенных // Угрешский сборник. Вып 8. — М., 2018. — С. 53-64.
- Игумен Пантелеимон (Бердников). О богатом юноше // old.mpda.ru, 17 декабря 2018